# Shirley Somervell
Shirley Somervell (verheiratete Barber; * 30. Juni 1946) ist eine ehemalige neuseeländische Mittel- und Langstreckenläuferin und Sprinterin.
Bei den British Commonwealth Games 1974 in Christchurch wurde sie über 800 m Siebte, wobei sie im Vorlauf mit 2:04,63 min ihre persönliche Bestzeit aufstellte, und Fünfte in der 4-mal-400-Meter-Staffel.
1977 kam sie bei den Crosslauf-Weltmeisterschaften in Düsseldorf auf den 88. Platz.
Ihre Tochter Alana Barber ist als Geherin erfolgreich.